# フランス世紀末文学叢書
フランス世紀末文学叢書（フランスせいきまつぶんがくそうしょ）は、1984年から1990年にかけて国書刊行会より刊行されたフランス文学の叢書。全15巻。四六判、函入りハードカバー。19世紀末のフランス文学によるアンソロジー。

## 刊行一覧
- 1)『パルジファルの復活祭：世紀末傑作短篇集』（ジョゼファン・ペラダン,ジュール・ラフォルグ,ピエール・ルイス他、曽根元吉ほか訳） 1988.3
「歴史の一こま」（Une page d'Histoire、ジュール・バルベー＝ドールヴィイ）
「ベルリン復讐奇譚」（Une vengeance a Berlin、ジュール・ラフォルグ）
「血を啜るもの」（La buveuse de Sang、ラシルド）
「アンティノウスの死」（La mort d'Antinous、ラシルド）
「エメラルドの目」（Les yeux d'Emeraude、ジョン・アントワーヌ・ノー）
「アルメンタリア -六世紀-」（Armentaria、エフライム・ミカエル）
「航跡」（Le sillage、エフライム・ミカエル）
「囚われの女」（La captive、エフライム・ミカエル）
「大異変」（Le cataclysme、J・H・ロニー兄）
「マリーの庭」（Le jardin de marie、J・H・ロニー兄）
「パルジファルの復活祭 復活祭伝説」（La paque de Parsifal、ジョセファン・ペラダン）
「処女たち」（Vierges、カチュール・マンデス）
「捧げもの」（L'Offre、カチュール・マンデス）
「太陽の怒り」（La Colere du Soleil、ポール・アダン）
「コラージュ」（Collage、アルフォンス・アレ）
「用心深い犯罪者」（Le Criminel Precautionneux、アルフォンス・アレ）
「ただ乗り!」（A l'ail、アルフォンス・アレ）
「五月点描」（Croquis de Mai、アルフォンス・アレ）
「厄介な謎」（Cruelle Enigme、アルフォンス・アレ）
「子牛」（Le Veau、アルフォンス・アレ）
「哀れなセザリーヌ」（Pauvre Cesarine!、アルフォンス・アレ）
「間借人」（Le Locataire、ユベール・スティルネ）
「超自然の選択」（La Selection Surnaturelle、シャルル・ファン・レルベルグ）
「神秘のばら」（La rose surnaturelle、ピエール・ルイス）
「前代未聞の訴訟事件」（Un cas juridique sans precedent、ピエール・ルイス）
「美しい仮面」（Le beau masque、ジェラール・ドゥヴィユ）
「知らない女」（L'inconnue、ジェラール・ドゥヴィユ）
「気まぐれの青葉棚のした」（Sous la Treille des Caprice、ジェラール・ドゥヴィユ）
「古代の頭」（La Tete Antique、ジェラール・ドゥヴィユ）
「サンギュリエ城 妖精物語」（Le chateau singulier、レミ・ド・グールモン）
- 2)『黄金仮面の王：シュオブ短篇選集』（マルセル・シュオブ、大浜甫訳） 1984.8
「黄金仮面の王」
「地上の大火」
「ミイラ造りの女」
「ペスト」
「ミレトスの女たち」
「モフレーヌの魔宴」
「血まみれのブランシュ」
「フルート」
「眠った都」
「青い国」
「クリュシェット」
「バルジェット」
「二重の心」
「吸血鬼」
「木靴」
「〇八一号列車」
「要塞」
「顔無し」
「アラクネ」
「顔を覆った男」
「ベアトリス」
「リリス」
「阿片の扉」
「交霊術」
「骸骨」
「歯について」
「師」
「サビナの収穫」
「メリゴ・マルシェス」
「最後の夜」
「人形娘ファンション」
「ポデール」
「病院」
「サン・ピエールの華」
「スナップ」
「写真」
「未来のテロ」
「小児十字軍」
「遍歴僧の話」
「癩者の話」
「法王インノケンティウス三世の話」
「三人の少年の話」
「書記フランソワ・ロングジューの話」
「回教托鉢僧の話」
「少女アリスの話」
「法王グレゴリウス九世の話」
- 3)『碧玉の杖』（アンリ・ド・レニエ（英語版）、志村信英訳） 1984.5
「アメルクール卿」
「黒いクローバー」
「気儘なる短篇」
- 4)『腐爛の華：スヒーダムの聖女リドヴィナ』（J・K・ユイスマンス、田辺貞之助訳） 1984.4
- 5)『責苦の庭』（オクターヴ・ミルボー、篠田知和基訳） 1984.6
- 6)『ファーストロール博士言行録』（アルフレッド・ジャリ、相磯佳正訳） 1985.7
- 7)『仮面物語集』（ジャン・ロラン、小浜俊郎訳） 1984.3
- 8)『死都ブリュージュ / 霧の紡車』（ジョルジュ・ロデンバック、田辺保 / 倉智恒夫訳） 1984.7
- 9)『泥棒』（ジョルジュ・ダリアン、小潟昭夫訳） 1985.5
- 10)『絶望者』（レオン・ブロワ、田辺貞之助訳） 1984.9
- 11)『ニキーナ：ヴェネチアの娼婦の物語』（ユーグ・ルベル、田中義広訳） 1985.11
- 12)『室内：世紀末劇集』（モーリス・メーテルランク,アルベール・サマン（フランス語版）,シャルル・クロ、倉智恒夫,志村信英,川口顕弘訳） 1984.11
「室内」（モーリス・メーテルリンク）
「群盲」（モーリス・メーテルリンク）
「タンタジルの死」 （モーリス・メーテルリンク）
「忍び入る者」（モーリス・メーテルリンク）
「ポリフェーム」（アルベール・サマン）
「独白劇 憑きもの」（シャルル・クロ）
「剣玉」（シャルル・クロ）
「あべこべの足を持つ男」（シャルル・クロ）
「ボーブール街事件」（シャルル・クロ）
「女中」（シャルル・クロ）
「発見した男」（シャルル・クロ）
「資本家」（シャルル・クロ）
「清潔好きな男」（シャルル・クロ）
- 13)『詞華集』（マラルメ,ラフォルグ他、井上輝夫,小浜俊郎,田中淳一,立仙順朗共編訳） 1985.2
- 14)『評論・随想集』（ジュール・ラフォルグ,モーリス・バレス,マルセル・プルースト他、曽根元吉編、釜山健ほか訳） 1990.6
「ル・ブルヴァール」（ピエール・ルイス）
「思想と逆説」（ジュール・ラフォルグ）
「過去・女性の肖像・時計について」（モーリス・メーテルリンク）
「アマゾーヌへの手紙」（レミ・ド・グールモン）
「印象主義」（ジュール・ラフォルグ）
「ギュスターヴ・モローの神秘的世界」（マルセル・プルースト）
「ボードレール覚書」（ジュール・ラフォルグ）
「ボードレールの狂気」（モーリス・バレス）
「スタンダール論」（ポール・ブールジェ）
「コート・ダジュール沿岸航海記」（ギイ・ド・モーパッサン）
「ベルリンの街角」（ジュール・ラフォルグ）
「あるパリジャンのパリ」（ポール・レオトー）
- 15)『仮面の書』（Le livre des masques、レミ・ド・グールモン、及川茂訳） 1984.12